# النجق
روستای توریستی و بزرگ النجق در 53 کیلومتری تبریز و تابع شهرستان مرند می باشد، از طرف شرق از طریق جاده تبریز به تبریز و از طرف غرب از طریق جاده مرند به شهرستان مرند متصل می باشد. النجق به علت قرار گرفتن در نقطه تلاقی سه شهرستان مرند، ورزقان و شبستر و همچنین وسعت زیاد با شهرهای صوفیان و بناب مرند و اکثریت روستاهای اطراف از جمله زرغان، دوگیجان، نوجه درق، قینر، طرزم، کهل، ایوند، اندبیل و کلاش مرز مشترک دارد.
النجق، روستایی از توابع بخش مرکزی شهرستان مرند در استان آذربایجان شرقی ایران است.

## جمعیت
این روستا در دهستان بناب (مرند) قرار دارد و براساس سرشماری مرکز آمار ایران در سال ۱۳۸۵، جمعیت آن ۱۴۰۸ نفر (۳۳۳ خانوار) بوده‌است.گورستان تاریخی این روستا در سال ۱۳۹۷ به ثبت ملی رسید.
جمعیت این روستا اکنون ب کمتر از 1000 نفر رسیده است .

## مشاهیر
آیت الله محمدتقی پورمحمدی نماینده استان آذربایجان شرقی در مجلس خبرگان رهبری و امام جمعه مراغه
حجت الاسلام صمد ناصری امام جمعه خسروشاه
سردار سرتیپ پاسدار محمد آقاکیشی معاونت فاوا ستاد کل نیروهای مسلح
سردار سرتیپ پاسدار محمد رضا محمد زاده. فرمانده تیپ ذوالفقار لشکر عاشورا در هشت سال دفاع مقدس و جانباز

## نقاط دیدنی و گردشگری
- آبشار الحانا
- گوراند
- سریل
- باغات

## تعداد مدارس
این روستا دارای 2 مدرسه ، یکی مقطع ابتدایی و دیگری مقطع دبیرستان که بصورت مختلط ، دختر و پسر ، در حال تحصیل میباشند .